# グネチンC
グネチンC（gnetin C）は、スチルベノイド（スチルベン誘導体）と呼ばれるポリフェノールの一グループに分類されるレスベラトロール二量体である。体系名は、(2R,3R)-2-(4-ヒドロキシフェニル)-3-(3,5-ジヒドロキシフェニル)-6-[(E)-4-ヒドロキシスチリル]-2,3-ジヒドロベンゾフラン-4-オール。東南アジアに分布するグネモン（学名: Gnetum gnemon、別名 Melinjo 、メリンジョ）などのグネツム科植物の種子や実などに含まれる。グネチンCを高濃度に含有したものとして「メリンジョール®️」がある。

## 生理活性
in vitro試験にて、がん細胞増殖抑制、血管新生抑制、血小板凝集抑制、メラニン産生抑制、抗酸化、抗菌、リパーゼ阻害、α-アミラーゼ阻害といった作用が報告されている。さらに、マウスを用いた試験にて、グネモン種子エキスのメタボリックシンドローム予防効果が示されており、グネチンC の活性が関与していると考察されている。

## 配糖体
- グネモノシドA ：グネモンの種子に含まれる[3][6]。in vitro にて抗酸化作用を発揮する[6]。
- グネモノシドC ：グネモンの種子に含まれる[3][6]。in vitro にて、ヒト臍帯静脈内皮細胞増殖抑制作用[3]、抗酸化作用[6]、抗菌作用[6]、リパーゼ阻害作用[6]、α-アミラーゼ阻害作用[6]を発揮する。
- グネモノシドD ：グネモンの種子に含まれる[3][6]。in vitro にて、ヒト臍帯静脈内皮細胞増殖抑制作用[3]、抗酸化作用[6]、抗菌作用[6] 、リパーゼ阻害作用[6]、α-アミラーゼ阻害作用[6]を発揮する。
- グネモノシドE ：グネツム・グネモノイデス（Gnetum gnemonoides）の茎に含まれる[8]。
- グネモノシドH
- グネモノシドI
- グネモノシドJ
- グネモノシドL ：グネモンの実に含まれる[5]。